# كريج مكلاكلين
كريج مكلاكلين (بالإنجليزية: Craig McLachlan)‏ هو مغني وممثل أسترالي، ولد في 1 سبتمبر 1965 في أستراليا.

## وصلات خارجية
- كريج مكلاكلين على موقع IMDb (الإنجليزية)
- كريج مكلاكلين على موقع ألو سيني (الفرنسية)
- كريج مكلاكلين على موقع ميوزك برينز (الإنجليزية)
- كريج مكلاكلين على موقع أول موفي (الإنجليزية)
- كريج مكلاكلين على موقع قاعدة بيانات الأفلام السويدية (السويدية)
- كريج مكلاكلين على موقع ديسكوغز (الإنجليزية)
- كريج مكلاكلين على موقع قاعدة بيانات الفيلم (الإنجليزية)
- كريج مكلاكلين على موقع كينوبويسك (الروسية)